# Elymus pulanensis
Elymus pulanensis là một loài thực vật có hoa trong họ Hòa thảo. Loài này được (H.L.Yang) S.L.Chen mô tả khoa học đầu tiên năm 1988.